# Église Notre-Dame-de-l'Assomption de Peillonnex
L'église Notre-Dame-de-l'Assomption de Peillonnex est une église catholique française, située dans le département de la Haute-Savoie, dans la commune de Peillonnex, en France. L'édifice est une ancienne église d'un prieuré Augustins.

## Histoire

### Fondation du prieuré
Le prieuré de Peillonnex est attesté au début du XIe siècle avec la donation de terres par le comte Robert (sans qu'on connaisse sa terre de rattachement), à une communauté vivant à proximité d'une église.
Cette église, devenue prieuriale, semble avoir été construite avant 988, selon l'historien Oursel (2007). L'évêque de Genève, Giraud, serait à l'origine de l'édification, selon la donation faite par le comte Robert, entre 1012 et 1019, (1010-1120).
La donation du comte Robert est approuvée par l'évêque Hugues (Hugo), successeur de Giraud, mais aussi le pape Benoît VIII.
En 1156, le prieuré est donné à l'abbaye d'Abondance, par le comte de Genève, Amédée Ier,.
Au cours du XIVe siècle, le prieuré cherche à obtenir son émancipation sans résultats. Au siècle suivant, il passe sous le régime de la commende,.
Le prieuré est incendié à la suite de l'occupation bernoise de 1589,.
Il est envisagé de supprimer le prieuré en 1781 avec le transfert des biens vers un nouveau collège construit dans la ville nouvelle de Carouge. Lors de l'occupation du duché de Savoie, à partir de 1792, le prieuré est supprimé et ses biens sont inventoriés au mois de décembre. Les chanoines sont définitivement expulsés en 1793,

### L'église
L'église actuelle est édifiée vers la fin du  XIIe - début du XIIIe siècle. L'édifice connaît plusieurs restaurations au cours des siècles.
L'église fait l'objet de procession dans le but d'obtenir la pluie, notamment en 1701, 1861 et 1870, puis restauré en 1887 (voir ci-après).
Un nouveau clocher est mis en place en 1858.
L'édifice est inscrit au titre des monuments historiques en 1971.

## Description
L'édifice est édifié dans un style roman tardif, dit cistercien. Il constitué d'« une nef de tuf en berceau brisé ».
Retable en stuc peint à le détrempe, restauré en 1959.
La chapelle située au nord accueille une petite statue de la Vierge de l'Assomption, en argent, faisant l'objet d'un pèlerinage.

## Pèlerinage
La chapelle du Nord accueille une statue en argent de la Vierge de l'Assomption, datée du XVIIe siècle. Elle fait l'objet d'un pèlerinage le 15 août, jour de la fête de l’Assomption de Marie, lié notamment à une demande de pluie lors des années 1705, 1861 et 1870. Il semble qu'on fasse aussi appel à cette Vierge lors d'épidémie de rage. 
Mgr Louis-Romain-Ernest Isoard, évêque d'Annecy, lors de l'une de ses visites pastorales, le 13 juin 1887, relance le pèlerinage de la Vierge,.
Cette pratique semble se maintenir jusqu'aux années 1980 pour certains familles. 